# Costantino D'Orazio
Costantino D'Orazio (Roma, 1º giugno 1974) è uno storico dell'arte e saggista italiano.
Da gennaio 2024, ricopre la carica di direttore della Galleria Nazionale dell’Umbria di Perugia, succedendo a Marco Pierini. In precedenza, ha rivestito l'incarico di curatore residente presso il Museo di Arte Contemporanea di Roma (MACRO).

## Formazione
Frequenta il ginnasio presso il Liceo Classico "Goffredo Mameli" di Roma, ma negli ultimi tre anni di liceo passa al Liceo Classico "T. Mamiani", per poi frequentare la Facoltà di Lettere presso l'Università "La Sapienza", dove si laurea in Storia dell'Arte Contemporanea con una tesi dedicata al lavoro dei fotografi Claudio Abate, Elisabetta Catalano e Ugo Mulas.

## Attività critica e curatoriale
Nel 1998, con Ludovico Pratesi, fonda l'Associazione culturale Futuro, con la quale organizza mostre ed iniziative di arte contemporanea a Roma, in Italia e all'Estero, dedicandosi soprattutto alla produzione di interventi urbani, sia nelle periferie delle città che nei centri storici. In occasione delle iniziative organizzate alla fine degli anni Novanta alla Garbatella, al Tufello, all'Ostiense, all'EUR e a Spinaceto, cura delle pubblicazioni per la casa editrice Palombi Editori.
Dai primi anni duemila è curatore di installazioni in aree pubbliche e di esposizioni artistiche, fra le quali si ricordano:
- Mario Merz. Un segno nel Foro di Cesare (Roma, 2003)[6]
- Mimmo Paladino a Villa Pisani (Villa Pisani, Stra, 2008)[7][8]
- Intorno a Borromini (Roma, 2009)[9]
- Speranze & Dubbi. Arte giovane tra Italia e Libano (The Dome, Beirut, 2008 e Fondazione Merz, Torino, 2009)[10]
- I Classici del Contemporaneo (Villa Pisani, Stra, 2009)[11]
- Oliviero Rainaldi - Tutto Scorre (Villa Pisani, Stra, 2011)[12]

Dal 2015 al 2018 è curatore residente presso il Museo di Arte Contemporanea di Roma (MACRO), dove cura, tra gli altri progetti:
- Marisa e Mario Merz - Sto in quella curva di quella montagna che vedo riflessa in questo lago di vetro. Al tavolo di Mario (MACRO, Roma, 2016)[13]
- Appunti di una generazione. Serie di mostre personali dedicate ad artisti italiani emersi negli anni '90: Giuseppe Pietroniro, Andrea Salvino, Federico Pietrella, Simone Berti, Matteo Basilé, Cuoghi e Corsello[14]
- Roma Pop City 60-67[15]

Nel 2020 e nel 2021 cura la mostra "Back to Nature. Arte Contemporanea a Villa Borghese", che presenta installazioni di artisti contemporanei nel parco di Villa Borghese: tra gli altri Mario Merz, Mimmo Paladino, Grazia Toderi, Edoardo Tresoldi e Nico Vascellari.
Dal 2021 collabora con il settimana Il Venerdì di Repubblica.
Nel 2022 è presidente della giuria del Premio Michetti.

## Opere

### Cataloghi d'arte
- Mimmo Paladino a Villa Pisani, Marsilio, 2008.
- Speranze e dubbi. Arte giovane in Italia, con Mario Merz, Hopefulmonster, 2010. (Tradotto in inglese)
- Giuseppe Penone. Paesaggi del cervello, con Ludovico Pratesi e Giorgio Verzotti, Hopefulmonster, 2003. (Tradotto in inglese)
- Mario Merz, Domenico Bianchi, con Ludovico Pratesi, Hopefulmonster, 2004. (Tradotto in inglese)
- Oliviero Rainaldi. Tutto scorre, con Francesco Buranelli, Marsilio, 2011.
- Marisa e Mario Merz - Sto in quella curva di quella montagna che vedo riflessa in questo lago di vetro. Al tavolo di Mario, Manfredi Editore, 2016
- Anish Kapoor, con Mario Codognato, Manfredi Editore, 2017
- Roma Pop City 60-67, con Claudio Crescentini e Federica Pirani, Manfredi Editore, 2016

### Saggi
- Le chiavi per aprire 99 luoghi segreti di Roma, Palombi Editori, 2010. (Tradotto in inglese - The Keys to Open 99 Secret Places in Rome)
- Le chiavi per aprire 99 luoghi segreti d'Italia, Palombi Editori, 2011.
- Ritratti Romani. Chi ha costruito Roma, come e perché, con disegni di Mimmo Paladino, Palombi Editori, 2011.
- Caravaggio segreto, Sperling & Kupfer, 2013. (Finalista per la sezione "Tematiche giovanili" al Premio Città delle Rose 2014 di Roseto[17].)
- La Roma segreta del film La grande bellezza, Sperling & Kupfer, 2014. (Tradotto in inglese - The great beauty of Rome)
- Leonardo segreto, Sperling & Kupfer, 2014[18]. (Tradotto in giapponese - レオナルド・ダ・ヴィンチの秘密)[19]
- Andare per ville e palazzi, Il Mulino, 2015[20].
- Raffaello segreto, Sperling & Kupfer, 2015.
- Michelangelo. Io sono fuoco, Sperling & Kupfer, 2016[21]
- Mercanti di bellezza, RAI Eri, 2017
- L’Arte in sei emozioni, Editori Laterza, 2018
- Leonardo svelato. I segreti nascosti nei suoi capolavori, Sperling & Kupfer, 2019
- Il mistero van Gogh, Sperling & Kupfer, 2019
- Mistero Caravaggio, BUR Rizzoli ragazzi, 2022

### Romanzi
- Ma liberaci dal male, Sperling & Kupfer, 2017

## Radio e televisione
Oltre alla partecipazione al programma televisivo Geo & Geo (Rai 3), è presente dal 2010 in alcune trasmissioni di Radio 3 (Radio Tre Suite e Wikiradio). Nel 2014 è stato ospite fisso al programma radiofonico #staiserena di Serena Dandini (Radio 2). Nel 2017-2018 cura la rubrica "Italia Bel Paese" all’interno del programma Unomattina su Raiuno ed è attualmente ospite fisso di Unomattina in famiglia, prima ed oggi unito con altri ospiti nella rubrica "Da vedere, da ascoltare" e curatore di altre rubriche, dove precisamente ad esempio nel 2018 cura la rubrica "Il bello nel mistero" e dal 2020 al 2021 la rubrica "Le belle piazze". Dal 2020 collabora con il programma Linea Verde su Raiuno. Dal 2014 cura e conduce la rubrica AR - Frammenti d'Arte su Rainews24. Dal 2015 al 2019 conduce il programma radiofonico Bella Davvero su Radio2.

## Riconoscimenti
Nel 2018 riceve il Premio Fregene Pianeta Azzurro per la divulgazione culturale.